# Gwardia Narodowa (Nikaragua)

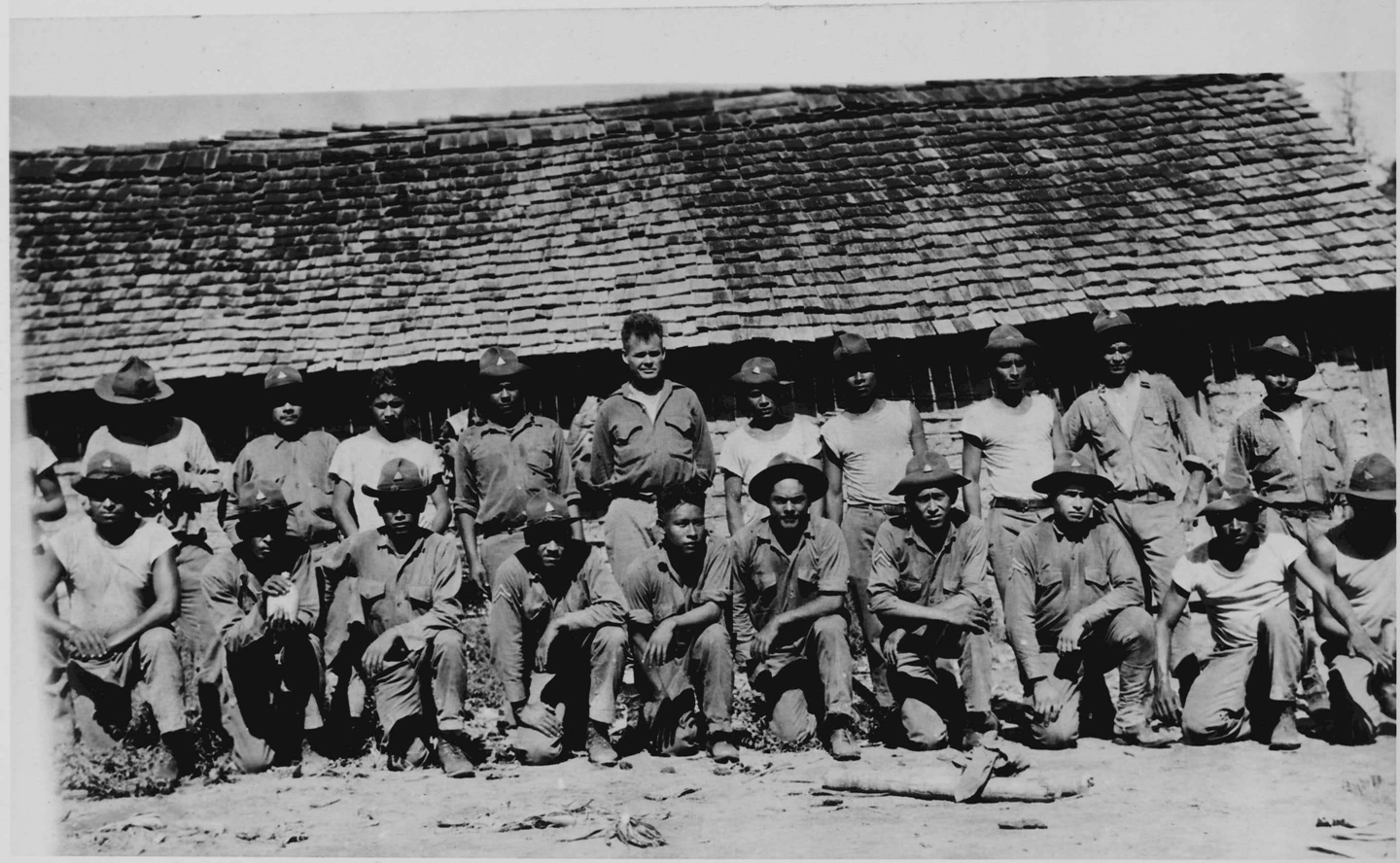
Żołnierze Lewisa Pullera i Gwardii Narodowej

Gwardia Narodowa (hiszp. Guardia Nacional) – siły zbrojne Republiki Nikaragui istniejące w latach 1927-1979.

## Historia
Przed jej powstaniem Nikaragua była pogrążona w konflikcie między armią rządu Partii Konserwatywnej wspieraną przez wojska Stanów Zjednoczonych a antyrządowym powstaniem liberałów i ochotniczych oddziałów Augusto Sandino. Na konferencji pokojowej obu stronnictw w dniu 4 lipca 1927 w Titipapie ustalono nie tylko zakończenie walk na rzecz sprawiedliwego podziału władzy między obiema stronami, ale i utworzenie nowej i dwupartyjnej armii kontrolowana przez Stany Zjednoczone armii, która przyjęła nazwę Guardia Nacional. Konserwatyści i liberałowie mieli się natomiast rozbroić. Wraz z wycofywaniem się wojsk amerykańskich podjęto decyzję, by pierwszym jej naczelnym dowódcą został dotychczas walczący po stronie liberałów polityk i generał Anastasio Somoza García, który sprawował tę funkcję aż do śmierci w 1956. Rozszerzył ją na szeroko zakrojoną rekordową skalę w celu wykorzystania jej do stłumienia powstania Augusto Sandino nie chcącego przerwać antyamerykańskich działań partyzanckich. Sandino stosował później oskarżenia pod adresem Gwardii o jej niezgodność z konstytucją i bycie stworzoną przez obce państwo - USA Z rozkazu Somozy żołnierze Gwardii byli wykonawcami różnego rodzaju represji wobec sandinistów, których kulminacją było uprowadzenie i rozstrzelanie Sandino w dniu 21 lutego 1934, a następnie wybicie jego zwolenników na obszarach północnej Nikaragui.
W początkach swego istnienia Gwardia była zróżnicowana pod względem politycznym, co przejawiało się m.in. obecnością w jej szeregach pracowników politycznych Juana Bautisty Sacasy (prezydenta w latach 1933-1936) i wielu oficerów partii konserwatywnej. Somoza stopniowo przeobrażał Gwardię aby służyła umacnianiu jego osobistych wpływów politycznych. Przeciągał na swoją stronę współpracowników Sacasy, a gdy w Managui miała miejsce seria zamachów bombowych (później okazał się nim podporucznik Juan López), usunął z niej oficerów partii konserwatywnej w ramach stanu wyjątkowego wprowadzonego przez prezydenta. Wykorzystywał ponadto żołnierzy Gwardii do urządzania demonstracji wojskowych w zamiarach lobbystycznych, takich jak odstręczenie nikaraguańskich kongresmenów od amnestionowania wbrew prezydentowi podporucznika Juana Lópeza. usiłował stworzyć wówczas policję całkowicie odmienną od Gwardii i podległą tylko jemu, lecz Somoza przy użyciu zastraszenia zapobiegł temu. Stany Zjednoczone dodatkowo wyparły się kontrolowania Gwardii, chociaż miały ją po 1927 kontrolować. Przed 1936 Gwardia została wzmocniona faszystowskimi bojówkami o nazwie Camisas Azules (Niebieskie Koszule), wzorowanych na hitlerowskich Brunatnych Koszul czy Czarnych Koszul we Włoszech Benito Mussoliniego. Pod koniec lipca 1936 Gwardia na czele z Somozą zaatakowała fort Asosaco w León stanowiący główny bastion Juana Sacasy, zaś inny jej oddział szturmował pałac prezydencki w Managui, zmuszając prezydenta Sacasę do rezygnacji ze stanowiska 2 czerwca 1936.
Po dokonaniu zamachu stanu Somoza został prezydentem Nikaragui, rozpoczynając 20-letni okres dyktatorskich rządów. Od tej pory Gwardia Narodowa stanowiła silną podporę jego władzy, posiadając w kontroli obszar całego kraju i tłumiąc wszelkie przejawy opozycji. W owym czasie jej oddziały prezentowały się jako elitarna, znakomicie wyszkolona i wyposażona, a przy tym jedyna w kraju formacja wojskowa. Oprócz zadań wojskowych żołnierze Gwardii wykonywali obowiązki policji i prowadzili więzienia, kontrolowali wydawanie licencji i zarządzali jedyną o zasięgu ogólnopaństwowym radiostacją. Wtedy Somoza zwiększył ich pensje w celu umocnienia ich lojalności względem samego siebie, przez co stali się ludźmi najlepiej zarabiającymi w kraju, jeśli w ich sumę dochodów wliczy się także łapówki. Uprawnienia Gwardii zostały zwiększone przez naciskany przez Somozę kongres. Ścisłemu podporządkowaniu Gwardii Narodowej Somozie służyło m.in. stosowanie w niej nepotyzmu. Wśród nich znaleźli się szwagier Luis Manuel Debayle (pułkownik) oraz synowie Somozy: Luis (kapitan Gwardii), Anastasio junior (generał Pierwszego Batalionu) i jeden nieślubny - członek korpusu oficerskiego). Lojalni względem Somozy oficerowie Gwardii piastowali ponadto główne stanowiska w armii. 8 grudnia 1941 Nikaragua wypowiedziała wojnę Niemcom, Włochom i Japonii, dołączając do aliantów, lecz Gwardia wykazała w tym konflikcie zerową aktywność, czerpiąc zamiast tego pomoc finansową z USA na wydatki zbrojeniowe. Zyskała ona lotnictwo, małą flotę i nowy sprzęt militarny o wartości ponad 2000000 dolarów. W 1947 Gwardia Narodowa na rozkaz Somozy dokonała zamachu stanu, obalając prezydenta Leonardo Arguello, który bezskutecznie próbował pozbawić dyktatora władzy. 11 stycznia 1954 Gwardia Narodowa zaatakowała terytorium Kostaryki po nieudanym zamachu na życie Somozy, który podjął Emiliano Chamorro i kostarykański przywódca Jose Figueres Ferrer. Ten ostatni zadał Gwardii ciężkie klęski za sprawą partyzanckich działań własnych żołnierzy. Gwardia wycofała się do Nikaragui, ponosząc duże straty. Po zabójstwie Anastasio Somozy Garcii w 1956 dyktaturę w kraju przejęli jego synowie Luis i Anastasio junior, którzy byli także szefami Gwardii Narodowej. W 1967 Luis Somoza Debayle zmarł, a pełnia absolutnej władzy przeszła w ręce Anastasio juniora, który przekształcił Gwardię w osobistą pałacową straż ochronną.
Do 1979 utrzymywała ona dyktaturę klanu, kontynuując po jego śmierci realizację polityki represji wobec opozycji. Żołnierze Gwardii w latach 70. XX wieku dokonywali wielu zbrodni i naruszeń praw człowieka podczas tłumienia powstania FSLN. Ich dziełem były między innymi masowe mordy. Gwardziści zabili opozycyjnego przywódcę Pedro Joaquina Chamorro Cardenala, co zapoczątkowało wybuch niemożliwych do powstrzymania rozruchów społecznych. Rewolucja sandinistowska doprowadziła do obalenia w 1979 Anastasio Somozy, który zbiegł z kraju. Był to koniec legalnego funkcjonowania Gwardii Narodowej. Wielu z nich przeszło do prosomozistowskich bojówek tzw. contras, które zaangażowane były w próby zniszczenia rewolucji sandinistowskiej w Nikaragui przy wsparciu Stanów Zjednoczonych.